# Qods Aviation Industry Company
Qods Aviation Industry Company (також пишеться Ghods) — іранська державна аерокосмічна компанія, заснована 1985 року. Вона спеціалізується на безпілотних літальних апаратах.
Вона була сформована при Корпусі вартових ісламської революції. На початку 1998 року її було реорганізовано та підпорядковано Організації аерокосмічної промисловості. Станом на 2011 рік у Qods Aviation працюють сотні співробітників.
Продукти та послуги компанії включають:
- Виробництво дронів: Saeghe[en], Talash[en] та Mohajer[en] (зокрема, Mohajer-6);[1]
- Розробка різноманітних парашутів (парашути вільного падіння, парашути Strato Cloud, парашути Ofogh і парашути Fakhte)[2]
- Виробництво мотопарапланів;
- Виробництво та проєктування систем наземних станцій управління[en], видових систем, систем цілевказівок, оптичного супроводу та авіаційних систем.

Qods Aviation перебуває під санкціями Офісу контролю за іноземними активами США.